# Relikvija
Relikvije (iz lat.: reliquiae = ostatci) ili moći, posmrtni su ostatci svetaca ili njihovi osobni predmeti koji su predmeti vjerskoga štovanja.
Štovanje relikvija nalazi se u Rimokatoličkoj Crkvi, u pravoslavlju, budizmu, šintoizmu i drugim vjeroispovjestima.
Već u ranome kršćanstvu počelo se razvijati posebno štovanje kršćanskih mučenika. Relikvije su pretežno pohranjene u posebno ukrašenim kutijama, koje se nazivaju relikvijari.
Nekim relikvijama se pripisuju čudotvorna djela.
Katolici relikvije dijele u tri kategorije:
• relikvija prvoga stupnja dio je svečeva tijela,
• relikvija drugoga stupnja dio je svečeve odjeće ili predmet koji je svetac koristio te
• relikvija trećega stupnja je predmet koji je dotaknut relikvijom prvoga stupnja.
Od vremena Martina Luthera protestanti ne štuju relikvije. Tijekom 16. stoljeća uništili su velik broj relikvija u svojim sredinama. Jean Calvin i Ulrich Zwingli ukinuli su takoder štovanje svetaca i ukinuli procesije.

## Poveznice
- Zbirka relikvija u Vodnjanu
- Relikvija Krvi Kristove iz Ludbrega